# Discographie de Peter Gabriel
Cet article présente la discographie du groupe du chanteur, compositeur et musicien anglais, Peter Gabriel. Sa carrière en solo se compose de neuf albums studios, six albums live, six compilations et quarante trois singles.

## Présentation
La carrière discographique de Peter Gabriel débuta au sein de Genesis, groupe qu'il avait créé en compagnie de Tony Banks (claviers), Mike Rutherford (basse, guitare), Anthony Phillips (guitare) et Chris Stewart (batterie). Leur premier enregistrement en 1968 fut le single "The Silent Sun", il sera suivi en 1969, après que le batteur John Silver remplaça Stewart, par le premier album, From Genesis to Revelation grandement influencé par les Beatles et les Bee Gees. L'album n'eut aucun succès et dès l'album suivant, Trespass,  le groupe obta pour un changement musical radical (et un nouveau batteur, John Mayhew), sa musique se tournant vers un rock plus inventif et innovant. Avec l'arrivée en 1972 de Phil Collins et Steve Hackett, la carrière du groupe décolla et quatre albums plus tard, Peter Gabriel décida de quitter Genesis pour se consacrer à sa propre carrière solo.
Son premier album solo, sobrement nommé Peter Gabriel sorti en 1977. Il sera suivi par huit albums studios enregistrés entre 1978 et 2011. l'album So, qui sortira en 1986, sera son plus grand succès commercial, il se classa à la première place des charts britanniques et à la 2e place du Billboard 200 aux États-Unis.
Il composa également la bande-son originale de quatre films et participa en tant qu'invité à plusieurs projets musicaux d'autres artistes.

## Albums

### Albums studios
| Album | Charts | Charts | Charts | Charts | Charts  | Charts  | Charts | Charts | Charts | Charts | Charts | Charts | Charts | Charts | Charts | Charts | Certifications                                               |
| Album | RU     | ALL    | AUS    | AUT    | BEL (W) | BEL (V) | CAN    | FIN    | FRA    | ITA    | NOR    | N-Z    | P-B    | SUE    | SUI    | USA    | Certifications                                               |
| --- | ------ | ------ | ------ | ------ | ------- | ------- | ------ | ------ | ------ | ------ | ------ | ------ | ------ | ------ | ------ | ------ | ------------------------------------------------------------ |
| Peter Gabriel (aussi appelé Peter Gabriel I ou Car) - Sortie: 25 février 1977 - Label: Charisma Records - Formats: CD, K7, LP | 7      | 24     | —      | 10     | —       | —       | 30     | —      | 5      | 9      | 5      | 38     | 9      | 8      | —      | 38     | Or · Or · Or · Or                                            |
| Peter Gabriel (aussi appelé Peter Gabriel II ou Scratch) - Sortie: 3 juin 1978 - Label: Charisma - Formats: CD, K7, LP        | 10     | 49     | —      | —      | —       | —       | 46     | —      | 2      | 10     | —      | 24     | 48     | —      | —      | 45     | —                                                            |
| Peter Gabriel (aussi appelé Peter Gabriel III ou Melt) - Sortie: 30 mai 1980 - Label: Charisma - Formats: CD, K7, LP          | 1      | 9      | —      | —      | —       | —       | 7      | —      | 1      | —      | —      | —      | —      | —      | —      | 22     | Or · 2 × Platine · Or                                        |
| Peter Gabriel (aussi appelé Peter Gabriel IV ou Security) - Sortie: 8 septembre 1982 - Label: Charisma - Formats: CD, K7, LP  | 6      | 84     | —      | —      | —       | —       | 2      | —      | 5      | —      | 15     | 18     | 14     | —      | —      | 28     | Or · Platine · Or                                            |
| So - Sortie: 19 mai 1986 - Label: Charisma / Virgin - Formats: CD, K7, LP                                                     | 1      | 2      | —      | 1      | —       | 42      | 1      | —      | 12     | 1      | 1      | 1      | 1      | 2      | 2      | 2      | 3 × Platine · Platine · Or · Platine · Platine · 5 × Platine |
| Us - Sortie: 27 septembre 1992 - Label: Real World / Virgin - Formats: CD, LP                                                 | 2      | 1      | 3      | 10     | —       | 21      | 4      | —      | 2      | 3      | 7      | 6      | 8      | 2      | 2      | 2      | Platine · Platine · 2 × Platine · 2 × Or · Or · Or · Platine |
| Up - Sortie: 24 septembre 2002 - Label: Real World /Virgin - Formats: CD, LP                                                  | 2      | 4      | 37     | 9      | —       | —       | 2      | 11     | 4      | 1      | 11     | 35     | 18     | 6      | 4      | 9      | Argent · Or · Or                                             |
| Scratch My Back - Sortie: 15 février 2010 - Label: Real World / Virgin - Formats: CD, LP                                      | 12     | 2      | —      | 11     | 1       | 13      | 2      | 41     | 127    | 2      | 11     | 15     | 10     | 5      | 3      | 26     | Or                                                           |
| New Blood - Sortie: 10 octobre 2011 - Label: Real World /Virgin - Formats: CD, LP                                             | 22     | 6      | —      | 19     | 2       | 11      | 9      | 39     | 12     | 6      | 13     | —      | 12     | 19     | 11     | 30     | —                                                            |
| "—" indique que l'album n'entra pas dans les classements musicaux de ces pays.                                                |        |        |        |        |         |         |        |        |        |        |        |        |        |        |        |        |                                                              |

### Albums studios en allemand
| Album | Charts |
| Album | ALL    |
| --- | ------ |
| Ein Deutsches Album - Version en allemand du troisième album - Sortie: 1er juillet 1980 - Label: Charisma | 65     |
| Deutsches Album - Version en allemand du quatrième album - Sortie: 1er septembre 1982 - Label: Charisma   | —      |

### Albums en public
| Album                                                                                                   | Charts | Charts | Charts | Charts | Charts  | Charts | Charts | Charts | Charts | Charts | Charts | Charts | Charts | Certifications             |
| Album                                                                                                   | RU     | ALL    | AUS    | AUT    | BEL (W) | CAN    | FRA    | ITA    | N-Z    | P-B    | SUE    | SUI    | USA    | Certifications             |
| --- | ------ | ------ | ------ | ------ | ------- | ------ | ------ | ------ | ------ | ------ | ------ | ------ | ------ | -------------------------- |
| Plays Live - Sortie:9 juin 1983 - Label: Charisma - Formats: CD, K7, (2x) Lp                            | 8      | 40     | —      | —      | —       | 18     | —      | —      | 25     | 21     | 31     | —      | 44     | —                          |
| Secret World Live - Sortie:13 septembre 1994 - Label: Real World / Virgin - Formats:(2x) CD, (2x) Lp    | 10     | 8      | 34     | 8      | 80      | 24     | 4      | 11     | —      | 16     | 24     | 10     | 23     | Argent · Or · Or · Or · Or |
| Live Blood - Sortie:23 avril 2012 - Label: Real World / Virgin - Formats:(2x) CD,(2x) Lp                | —      | 65     | —      | —      | 83      | —      | —      | 88     | —      | —      | —      | —      | —      | —                          |
| Growing Up Live - Sortie:8 février 2019 - Label: Peter Gabriel Ltd - Formats:digital audio,(3x) Lp, DVD | —      | 31     | —      | —      | 147     | —      | —      | —      | —      | —      | —      | —      | —      | —                          |
| Live In Athens 1987 - Sortie:16 octobre 2020 - Label: Real World - Formats:(2x) Lp                      | —      | 48     | —      | —      | 196     | —      | —      | —      | —      | —      | —      | —      | —      | —                          |
| "—" indique que l'album n'entra pas dans les classements musicaux de ces pays.                          |        |        |        |        |         |        |        |        |        |        |        |        |        |                            |

### Bandes son
| Birdy - Bo du film Birdy - Sortie: 18 mars 1985 - Label: Charisma                                       | 51 | —  | —  | 91 | —  | —  | —  | 30 | —  | 162 | —  |
| Passion - Bo du film La dernière tentation du Christ - Sortie: 5 juin 1989 - Label: Real World / Virgin | 29 | 30 | —  | 62 | —  | —  | 59 | 34 | —  | 60  | Or |
| OVO - Bo du spectacle du Millennium Dome Show - Sortie: 12 juin 2000 - Label: Real World                | 24 | 14 | 20 | —  | 28 | 4  | 66 | 54 | 27 | —   | —  |
| Long Walk Home - Bo du film Le chemin de la liberté - Sortie: 16 avril 2002 - Label: Real World         | —  | 78 | —  | —  | —  | 34 | —  | —  | —  | —   | —  |
| "—" indique que l'album n'entra pas dans les classements musicaux de ces pays.                          |    |    |    |    |    |    |    |    |    |     |    |

### Compilations
| Album | Charts | Charts | Charts | Charts | Charts  | Charts  | Charts | Charts | Charts | Charts | Charts | Charts | Charts | Charts | Certifications                                               |
| Album | RU     | ALL    | AUS    | AUT    | BEL (W) | BEL (V) | CAN    | FRA    | ITA    | N-Z    | P-B    | SUE    | SUI    | USA    | Certifications                                               |
| --- | ------ | ------ | ------ | ------ | ------- | ------- | ------ | ------ | ------ | ------ | ------ | ------ | ------ | ------ | ------------------------------------------------------------ |
| Shaking the Tree: Sixteen Golden Greats - Sortie: 20 novembre 1990 - Label: Virgin                                                           | 11     | 12     | 41     | 26     | —       | —       | 15     | 12     | —      | —      | 14     | 10     | 27     | 48     | 2 × Platine · Platine · Platine · Or · Or · Or · 2 × Platine |
| Peter Gabriel Revisited - Sortie: 10 novembre 1992 (États-Unis et Canada uniquement) - Label: Atlantic Records                               | —      | —      | —      | —      | —       | —       | —      | —      | —      | —      | —      | —      | —      | —      | —                                                            |
| Hit - Sortie: 4 novembre 2003 - Label: Real World / Virgin                                                                                   | 29     | —      | —      | —      | 27      | 34      | —      | 8      | 17     | 34     | —      | —      | 16     | 100    | Or                                                           |
| And I'll Scratch Yours - Album de reprise de chansons de Peter Gabriel par d'autres artistes - Sortie: 24 septembre 2013 - Label: Real World | —      | 19     | —      | 24     | 22      | 53      | —      | 149    | 41     | —      | 64     | —      | 39     | 183    | —                                                            |
| Rated PG - Sortie: 13 avril 2019 - Label: Real World                                                                                         | —      | 97     | —      | —      | 103     | —       | —      | —      | —      | —      | —      | —      | 37     | —      | —                                                            |
| Flotsam and Jetsam - Sortie: 13 septembre 2019 - Label: Real World (disponible en streaming et en Digital audio uniquement)                  | —      | —      | —      | —      | —       | —       | —      | 226    | —      | —      | —      | —      | —      | —      | —                                                            |
| "—" indique que l'album n'entra pas dans les classements musicaux de ces pays.                                                               |        |        |        |        |         |         |        |        |        |        |        |        |        |        |                                                              |

## Singles
| Année                                                                          | Single                                      | Classement | Classement | Classement | Classement | Classement | Classement | Classement | Classement | Classement | Classement | Classement | Classement | Classement | Classement | Classement | De l'album                  |
| Année                                                                          | Single                                      | R-U        | ALL        | AUS        | AUT        | BEL (V)    | BEL (W)    | CAN        | FRA ,      | ITA ,      | N-Z        | P-B        | SUE        | SUI        | US hot 100 | US Main.   | De l'album                  |
| ------------------------------------------------------------------------------ | ------------------------------------------- | ---------- | ---------- | ---------- | ---------- | ---------- | ---------- | ---------- | ---------- | ---------- | ---------- | ---------- | ---------- | ---------- | ---------- | ---------- | --------------------------- |
| 1977                                                                           | "Solsbury Hill"                             | 13         | 16         | —          | —          | 17         | 28         | 92         | 58         | —          | —          | 13         | —          | —          | 68         | —          | Peter Gabriel 1             |
| 1977                                                                           | "Modern Love"                               | —          | —          | —          | —          | —          | —          | —          | —          | —          | —          | —          | —          | —          | —          | —          | Peter Gabriel 1             |
| 1978                                                                           | "D.I.Y."                                    | —          | —          | —          | —          | —          | —          | —          | 55         | —          | —          | —          | —          | —          | —          | —          | Peter Gabriel 2             |
| 1980                                                                           | "Games Without Frontiers"                   | 4          | 36         | —          | —          | —          | —          | 7          | 56         | 36         | —          | —          | 17         | —          | 48         | —          | Peter Gabriel 3             |
| 1980                                                                           | "No Self Control"                           | 33         | —          | —          | —          | —          | —          | —          | —          | —          | —          | —          | —          | —          | —          | —          | Peter Gabriel 3             |
| 1980                                                                           | "Biko"                                      | 38         | —          | —          | —          | —          | —          | —          | —          | —          | 41         | —          | —          | —          | —          | —          | Peter Gabriel 3             |
| 1980                                                                           | "I Don't Remember "                         | —          | —          | —          | —          | —          | —          | —          | —          | —          | —          | —          | —          | —          | —          | —          | Peter Gabriel 3             |
| 1980                                                                           | "Spiel Ohne Grenzen"                        | —          | —          | —          | —          | —          | —          | —          | —          | —          | —          | —          | —          | —          | —          | —          | Ein Deutsches Album         |
| 1982                                                                           | "Shock the Monkey"                          | 58         | —          | —          | —          | —          | —          | 10         | 36         | 3          | —          | —          | —          | —          | 29         | 1          | Peter Gabriel 4             |
| 1982                                                                           | "I Have the Touch"                          | —          | —          | —          | —          | —          | —          | —          | —          | —          | —          | —          | —          | —          | —          | 46         | Peter Gabriel 4             |
| 1983                                                                           | "I Don't Remember" (live)                   | 62         | —          | —          | —          | —          | —          | —          | —          | —          | —          | —          | —          | —          | —          | —          | Plays Live                  |
| 1983                                                                           | "I Go Swimming" (live)                      | —          | —          | —          | —          | —          | —          | —          | —          | —          | —          | —          | —          | —          | —          | 38         | Plays Live                  |
| 1983                                                                           | "Solsbury Hill" (live)                      | —          | —          | —          | —          | —          | —          | —          | —          | —          | —          | —          | —          | —          | —          |            | Plays Live                  |
| 1984                                                                           | "Walk Through Fire"                         | 69         | —          | —          | —          | —          | —          | —          | —          | —          | —          | —          | —          | —          | —          | —          | Bo du film Against All Odds |
| 1986                                                                           | "Sledgehammer" [a]                          | 4          | 7          | —          | 2          | 9          | —          | 1          | 21         | 8          | 3          | 6          | 9          | 4          | 1          | 1          | So                          |
| 1986                                                                           | "In Your Eyes"                              | —          | —          | —          | —          | —          | —          | 29         | —          | —          | 50         | —          | —          | —          | 26         | 1          | So                          |
| 1986                                                                           | "Don't Give Up" (avec Kate Bush)            | 9          | 27         | —          | —          | 9          | —          | 40         | 36         | —          | 16         | 5          | —          | —          | 72         | —          | So                          |
| 1986                                                                           | "Big Time "                                 | 13         | 38         | —          | —          | 19         | —          | 15         | 34         | 46         | 19         | 25         | —          | —          | 8          | 3          | So                          |
| 1986                                                                           | "Red Rain"                                  | 46         | —          | —          | —          | —          | —          | —          | —          | —          | —          | —          | —          | —          | 3          |            | So                          |
| 1987                                                                           | "Biko" (live)                               | 49         | —          | —          | —          | —          | —          | —          | —          | —          | —          | —          | —          | —          | —          | —          | Non-album single            |
| 1990                                                                           | "Shaking the Tree" (avec Youssou N'Dour)    | 61         | —          | —          | —          | —          | —          | —          | —          | 55         | —          | —          | —          | —          | —          | —          | Shaking the Tree            |
| 1990                                                                           | "Solsbury Hill"                             | 57         | —          | —          | —          | —          | —          | —          | 89         | 14         | —          | —          | —          | —          | —          | —          | Shaking the Tree            |
| 1992                                                                           | "Digging in the Dirt"                       | 24         | 23         | 23         | 29         | 26         | —          | 6          | 25         | 10         | 25         | 39         | 9          | 12         | 52         | 1          | Us                          |
| 1992                                                                           | "Steam"                                     | 10         | 48         | 29         | —          | 25         | —          | 1          | 53         | —          | 7          | 27         | 28         | —          | 32         | 2          | Us                          |
| 1992                                                                           | "Blood of Eden" (avec Sinéad O'Connor)      | 43         | —          | —          | —          | —          | —          | 73         | —          | —          | —          | —          | —          | —          | —          | —          | Us                          |
| 1992                                                                           | "Kiss That Frog"                            | 46         | —          | —          | —          | —          | —          | 36         | —          | —          | —          | —          | —          | —          | —          | 18         | Us                          |
| 1994                                                                           | "Lovetown" (avec Youssou N'Dour)            | 49         | 95         | —          | —          | —          | —          | —          | —          | —          | 17         | —          | —          | —          | —          | —          | Bo du film Philadelphia     |
| 1994                                                                           | "SW Live EP"                                | 39         | —          | —          | —          | —          | —          | 63         | —          | —          | —          | —          | —          | —          | —          | 33         | Secret World Live           |
| 1996                                                                           | "While the Earth Sleeps" (avec Deep Forest) | —          | —          | —          | —          | —          | —          | —          | —          | 27         | —          | —          | —          | —          | —          | —          | Bo du film Strange Days     |
| 2002                                                                           | "The Barry Williams Show"                   | —          | 66         | —          | —          | —          | —          | —          | 74         | 10         | —          | —          | —          | 81         | —          | —          | Up                          |
| 2002                                                                           | "More Than This"                            | 47         | —          | —          | —          | —          | —          | —          | —          | 39         | —          | —          | —          | —          | —          | —          | Up                          |
| 2003                                                                           | "Growing Up"                                | —          | —          | —          | —          | —          | —          | —          | —          | 35         | —          | —          | —          | —          | —          | —          | Up                          |
| 2003                                                                           | "Burn You Up, Burn You Down"                | 78         | —          | —          | —          | —          | —          | —          | —          | 49         | —          | —          | —          | —          | —          | —          | Hit                         |
| 2008                                                                           | "Down To Earth                              | —          | —          | —          | —          | —          | —          | 73         | —          | —          | —          | —          | —          | —          | —          | —          | Bo du film Wall-E           |
| 2010                                                                           | "The Book of Love"                          | —          | 93         | —          | 70         | —          | 29         | —          | —          | —          | —          | —          | —          | —          | —          | —          | Scratch My Back             |
| 2010                                                                           | "The Power of the Heart"                    | —          | —          | —          | —          | —          | —          | —          | —          | —          | —          | —          | —          | —          | —          | —          | Scratch My Back             |
| 2013                                                                           | "The Veil"                                  | —          | —          | —          | —          | —          | —          | —          | 186        | —          | —          | —          | —          | —          | —          | —          | Non-album single            |
| 2013                                                                           | "I'm Amazing"                               | —          | —          | —          | —          | —          | —          | —          | 191        | —          | —          | —          | —          | —          | —          | —          | Non-album single            |
| "—" indique que l'album n'entra pas dans les classements musicaux de ces pays. |                                             |            |            |            |            |            |            |            |            |            |            |            |            |            |            |            |                             |

Notes
a. ^  "Sledgehammer" se classa aussi à la 3e place dans les charts norvégiens 

## Principales collaborations

### AvecGenesis
| Album | Charts | Charts | Charts | Charts | Charts | Charts | Charts | Certifications              |
| Album | R-U    | ALL    | CAN    | FRA    | ITA    | N-Z    | USA    | Certifications              |
| --- | ------ | ------ | ------ | ------ | ------ | ------ | ------ | --------------------------- |
| From Genesis to Revelation - Sortie : 7 mars 1969 - Label : Decca - Formats : CD, K7, LP                         | —      | —      | —      | —      | —      | —      | 170    | —                           |
| Trespass - Sortie : 23 octobre 1970 - Label : Charisma - Formats : CD, K7, LP                                    | 98     | —      | —      | —      | —      | —      | —      | —                           |
| Nursery Cryme - Sortie : 12 novembre 1971 - Label : Charisma - Formats : CD, K7, LP                              | 39     | —      | —      | —      | 11     | —      | —      | Argent · Or                 |
| Foxtrot - Sortie : 6 octobre 1972 - Label : Charisma - Formats : CD, K7, LP                                      | 12     | 45     | —      | 15     | 15     | —      | —      | Or · Or                     |
| Genesis Live - Sortie : 3 août 1973 - Label : Charisma - Formats : CD, K7, LP                                    | 9      | —      | —      | —      | 10     | —      | 105    | —                           |
| Selling England by the Pound - Sortie : 12 octobre 1973 - Label : Charisma - Formats : CD, K7, LP                | 3      | —      | —      | —      | 4      | —      | 70     | Or · Platine · Or · Or · Or |
| The Lamb Lies Down on Broadway - Sortie : 18 novembre 1974 - Label : Charisma - Formats : 2 x CD, 2 x K7, 2 x LP | 10     | —      | 15     | 1      | 14     | 34     | 41     | Or · Or · Or · Or           |

### Autres collaborations
| Année | Artiste(s)                                                       | Titre(s)                                                       | Album                                                                  | Notes                                                      | Ref     |
| ----- | ---------------------------------------------------------------- | -------------------------------------------------------------- | ---------------------------------------------------------------------- | ---------------------------------------------------------- | ------- |
| 1970  | Cat Stevens                                                      | "Katmandu"                                                     | Mona Bone Jakon                                                        | Flûte                                                      | [ 70 ]  |
| 1971  | Colin Scot                                                       | non-indiqué                                                    | Colin Scot                                                             | chœurs                                                     | [ 71 ]  |
| 1975  | Charlie Drake                                                    | "You Never Know" (single)                                      | —                                                                      | production, composition et chœurs                          | [ 72 ]  |
| 1979  | Robert Fripp                                                     | (*) "Preface", (**) Exposure, (***) "Here Comes Flood"         | Exposure                                                               | (*) voix, (**) composition, (***) chant et piano           | [ 73 ]  |
| 1981  | Johnny Warman                                                    | "Screaming Jets"                                               | Walking Into Mirrors                                                   | chant, effets audios                                       | [ 74 ]  |
| 1981  | Jimmy Pursey                                                     | "Animals Have More Fun" , "SUS" (single)                       | —                                                                      | composition, production                                    | [ 75 ]  |
| 1984  | Rick Springfield                                                 | "I Go Swimming"                                                | B.O. du film Hard to Hold                                              | chant, claviers, composition                               | [ 76 ]  |
| 1984  | Laurie Anderson                                                  | (*) "Langue D'Amour", "Gravity's Angel" (**) "Excellent Birds" | Mister Heartbreak                                                      | (*) chœurs, (**) chant, synthetiseurs                      | [ 77 ]  |
| 1985  | Phil Collins                                                     | "Take Me Home"                                                 | No Jacket Required                                                     | chœurs                                                     | [ 78 ]  |
| 1986  | The Call                                                         | "Everywhere I Go"                                              | Reconciled                                                             | chœurs                                                     | [ 79 ]  |
| 1987  | Robbie Robertson                                                 | (*) "Fallen Angel", (**) "Broken Arrow"                        | Robbie Robertson                                                       | (*) chœurs, claviers (**) programmation batterie, claviers | [ 80 ]  |
| 1987  | The Epidemics                                                    | "I Got Your Message" et "Do What You Do"                       | Do What U Do                                                           | chœurs et composition                                      | [ 81 ]  |
| 1987  | Nona Hendryx                                                     | "Winds Of Change (Mandela To Mandela)"                         | Female Trouble                                                         | chant additionnel et claviers                              | [ 82 ]  |
| 1988  | Joni Mitchell                                                    | "My Secret Place"                                              | Chalk Mark in a Rain Storm                                             | chant et claviers                                          | [ 83 ]  |
| 1989  | Youssou N'Dour                                                   | "Shakin' the Tree"                                             | The Lion                                                               | chant, claviers et composition                             | [ 84 ]  |
| 1990  | Geoffrey Oryema                                                  | (*) "Land of Anaka", (**) Ye Ye Ye                             | Exile                                                                  | (*) chœurs, (**) orgue                                     | [ 85 ]  |
| 1990  | L. Shankar                                                       | tout l'album                                                   | Soul Searcher                                                          | claviers                                                   | [ 86 ]  |
| 1991  | Manu Katché                                                      | "Warm Doorway" et "Silence"                                    | It's About Time                                                        | chant                                                      | [ 87 ]  |
| 1991  | Peace Choir                                                      | "Give Peace a Chance""                                         | single humanitaire dans le but de protester contre la Guerre du Golfe. | chant                                                      | [ 88 ]  |
| 1993  | Milton Nascimento                                                | "Qualquer Coisa A Haver Com O Paraíso"                         | Angelus                                                                | chant                                                      | [ 89 ]  |
| 1993  | Peace Together (Peter Gabriel, Sinead O'Connor, Feargal Sharkey) | "Be Still"                                                     | single au profit de la jeunesse nord-irlandaise                        | chant                                                      | [ 90 ]  |
| 1994  | Toni Childs                                                      | "I Met a Man"                                                  | Woman's Boat                                                           | chant                                                      | [ 91 ]  |
| 1994  | Manu Dibango                                                     | "Biko"                                                         | Wakafrica                                                              | chant                                                      | [ 92 ]  |
| 1995  | Deep Forest                                                      | "while the Earth Sleeps"                                       | Boheme                                                                 | chant                                                      | [ 93 ]  |
| 1996  | Lionel Ritchie                                                   | "Ordinary Man"                                                 | Louder Than Words                                                      | chœurs                                                     | [ 94 ]  |
| 1996  | Joy Askew                                                        | "I'm Still Looking For A Home"                                 | Tender City                                                            | chant                                                      | [ 95 ]  |
| 1996  | Paula Cole                                                       | "Hush, Hush, Hush"                                             | This Fire                                                              | chant                                                      | [ 96 ]  |
| 1996  | Joseph Arthur                                                    | "Mercedes"                                                     | Big City Secrets                                                       | chœurs                                                     | [ 97 ]  |
| 1998  | Maryam Mursal                                                    | non indiqué                                                    | The Journey                                                            | chœurs                                                     | [ 98 ]  |
| 1998  | Sister Soleil                                                    | "Blind"                                                        | Soularium                                                              | chant (improvisation)                                      | [ 99 ]  |
| 1998  | Hector Zazou                                                     | "Caoineadh Na Dtrí Muire (Keening Of The Three Marys)"         | Lights In the Dark                                                     | chœurs                                                     | [ 100 ] |
| 1999  | Genesis                                                          | "Carpet Crawlers '99"                                          | Turn It on Again: The Hits                                             | chant                                                      | [ 101 ] |
| 2000  | Youssou N'Dour                                                   | "This Dream"                                                   | Joko (the Link)                                                        | chant                                                      | [ 102 ] |
| 2001  | Afro Celt Sound System                                           | "When You're Falling"                                          | Volume 3: Further In Time                                              | chant, claviers                                            | [ 103 ] |
| 2008  | Big Blue Ball                                                    | 7 titres                                                       | Big Blue Ball                                                          | chant, claviers, basse, composition                        | [ 104 ] |
| 2008  | Peter Gabriel & the Soweto Gospel Choir                          | "Down To Earth"                                                | Bo du film WALL-E                                                      | chant                                                      | —       |
| 2016  | Gabriel Bruce                                                    | "Jesus Drag Queen"                                             | Come All Sufferers                                                     | chant, claviers, composition, production                   | [ 105 ] |